# 수박
수박(영어: watermelon)은 남아프리카 원산의 한해살이 덩굴식물, 또는 그 열매를 말한다. 서과(西瓜) 또는 수과(水瓜)라고도 한다. 열매의 속살을 식용하는데, 붉거나 노란색을 띠며, 달고, 씨가 있는 수박이 대부분이다. 요즘엔 씨 없는 수박도 나오며, 여름철 채소이다.

## 생태
덩굴에는 거친 털이 있으며 단면은 마름모꼴로 길이는 7m 정도이다. 잎은 어긋나며 긴 심장꼴이고 깃모양으로 3-4개로 깊게 갈라진다. 잎겨드랑이에서 덩굴손이 나와 물체에 휘감긴다. 꽃은 잎겨드랑이에 1개씩 달리고, 노랑으로 지름 3.5cm이며, 꽃부리는 5개로 갈라진다. 암수 한그루이며 5 ~ 10마디마다 암꽃이 달리며, 수꽃은 품종에 따라 양성화가 달린다. 열매는 개화 후 약 30일이면 익는다. 열매는 400 ~ 1700개, 보통 700개 정도의 종자가 있다. 종자는 납작한 달걀꼴이나 긴 타원형이고 씨앗 껍질 색은 검정·회색·갈색으로 여러 가지이며, 크기도 품종에 따라 다양하다.

### 씨 없는 수박

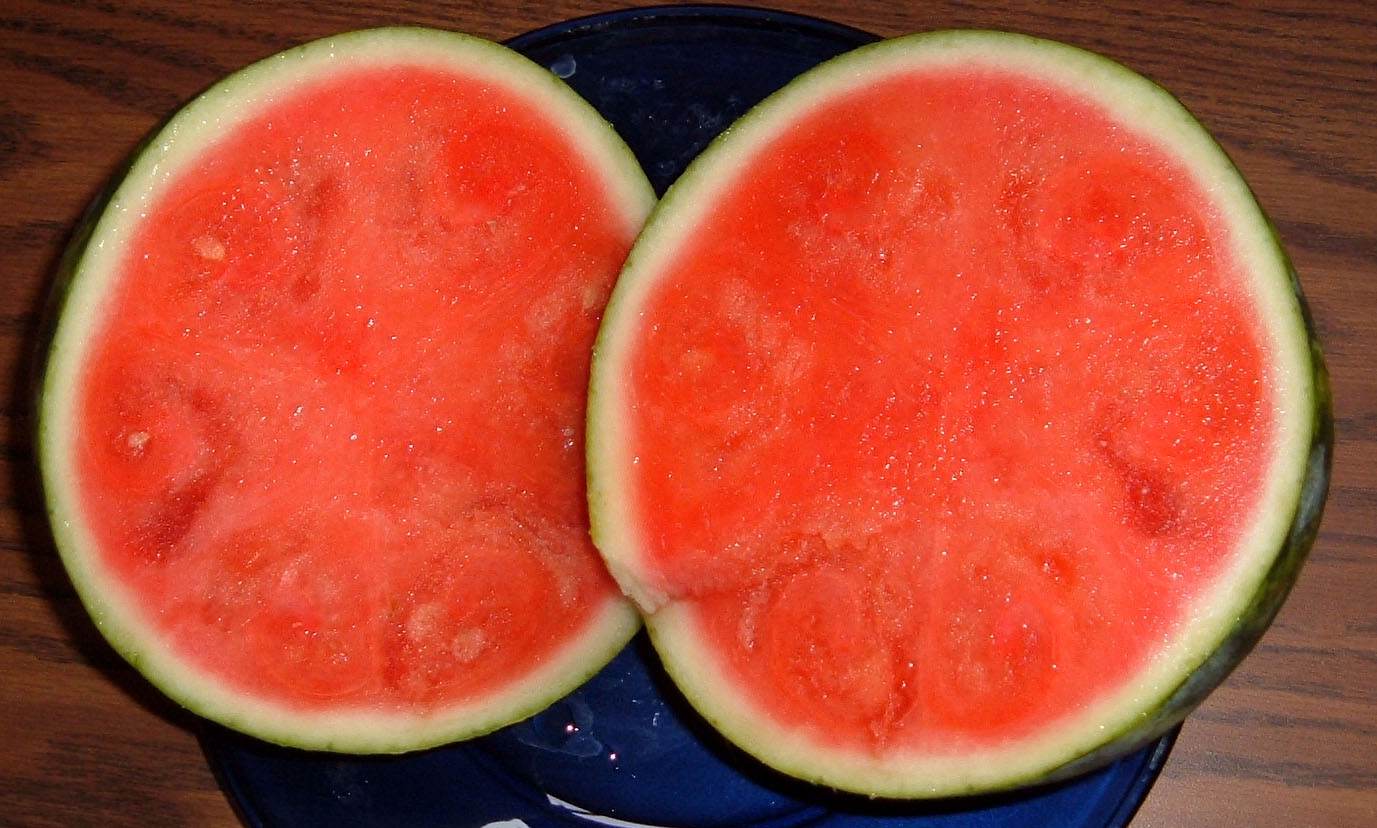
씨 없는 수박

종자가 없으면 먹기 쉬울 것이라는 발상에서 씨없는 수박의 연구가 이루어졌다. 보통의 2배체 수박의 발아한 눈에 콜히친을 작용시키면 4배체의 수박이 생긴다. 이 4배체의 꽃에 2배체의 화분(花粉)을 수분시키면 3배체의 종자가 생긴다. 이 종자는 불임성이며 열매가 열려도 종자가 생기지 않는다.

## 한국에서의 이용

### 품종
한국에서 재배되는 품종은 대략 둥근 모양인데, 긴 타원형인 품종도 있다. 열매껍질의 색깔도 짙은 녹색에서 녹색·노랑·흰색 등이고, 세로줄무늬 모양도 굵은 검정에서 가늘고 엷은색에 이르기까지 각양각색이며, 이러한 것들이 품종의 특징이 되고 있다. 열매살의 색깔도 빨강·노랑 외에 진홍·귤색·흰색 등이 있다. 현재 주된 재배 품종으로는 신대화3호를 중심으로 한 대화계 품종간의 1대잡종들로 열매살은 선홍색이고 열매껍질에 호랑이무늬가 있다.

### 재배
수박은 열대성 식물이므로 재배기간 중에 비교적 높은 온도 25°C가 요구된다. 발아 적온은 25 ~ 30°C이고, 토양은 통기성이 좋으며 물이 잘 빠지는 곳으로 토양 산도 pH 5.0 ~ 6.8이 적당하다.
재배방법은 촉성재배·조숙재배·보통재배·가을재배 등이 있다. 촉성재배는 파종부터 수확까지 온실에서 가꾸는 방법으로 주로 남부지방에서 소과종을 대상으로 이루어진다. 조숙재배는 육묘기에만 보온하여 가꾸는 방법으로 현재 주종을 이루는 방법이다. 보통재배는 개간지나 일반 노지에 직파(直播)하여 가꾸는 형태이다. 가을재배는 만숙재배라고도 하는데 주로 연말연시를 대상으로 출하하며 육묘기는 노지에서 가능하나 후기에는 온실에서 재배한다.
수박은 보통 직접 밭에 파종하지 않고 육묘를 하는데 온실재배의 경우는 정식하기 30일 전에 미리 준비한 분에 파종한다. 종자는 종자소독약인 우스플론 800 ~ 1,000배액에 30분간 침적시킨 뒤 25 ~ 30°C로 싹틔우기를 실시하여 분에 심는 것이 안전하다. 육묘 기간중에 야간온도가 높으면 떡잎 아래 줄기가 크게 자라 모종이 약하게 되므로 야간온도는 22°C 이상 되지 않게 한다. 또, 토양 전염병을 예방하기 위하여 호박이나 박을 대목으로 접을 붙여 재배하는 접목육묘를 실시하기도 하나 수박의 맛이 떨어지고, 대목간의 불친화 등의 문제가 있어 점점 그 이용이 줄어들고 있다.
노지에 정식할 때는 이랑너비 2.5 ~ 3m에 포기 사이는 1m 내외로 심으며 비닐하우스 내에는 이랑너비 1.8m에 0.6 ~ 1m 간격으로 두 줄심기를 할 수 있다.
시비량은 10a당 질소 28kg, 인산 20kg, 칼리 30kg 수준으로 실시하는데 인산은 전량을 밑거름으로 뿌리고 질소와 칼리는 3, 4회 나누어 준다. 수박은 이어짓기를 계속할 경우에는 토양 전염병이 많이 발생하므로 돌려짓기를 한다.

### 병충해
병충해 방제는 재배지 선택에서부터 주의하여 전년에 수박이 재배되지 않은 곳을 택한다. 주요 병으로는 수박의 줄기부분이 갈라지고 진이 나와 시들거리다가 죽는 덩굴쪼김병이 있는데, 이것은 마네브를 뿌려 방제한다. 또 과실에 원형의 갈색반점이 생기는 탄저병에는 마네브와 지네브를, 덩굴과 잎·줄기가 암녹색이나 갈색병반이 생겨 회백색으로 되는 역병에는 다코닐 600 ~ 800배액을 뿌린다.

### 수확
수확은 개화 후 25 ~ 30일이면 실시하는데 광택이 나고 두들겨 보아 둔탁한 음이 나는 것이 익은 것이다.

## 쓰임새
수박은 이뇨·지갈(止渴)·해서(解暑)의 작용이 있어 방광염·수종·신장염·고혈압·서열번갈 등 질병을 예방하는데 효과적인 것으로 알려져 있다.
수박의 열매는 거의 대부분이 수분 92%이고 탄수화물이 8% 함유되어 있어서 여름철에 잘 어울리는 채소다. 먹을 수 있는 부분 100g 중 붉은 열매살에는 380µg, 황육종에는 10µg의 카로틴이 함유되어 있고, 비타민 B1, B2가 각각 0.03mg 함유되어 있다. 또한 시트룰린이라고 하는 아미노산을 함유하여 이뇨효과가 높고, 신장염에 좋다고 하며 열매즙을 바짝 졸여서 엿처럼 만든 수박당은 약용에 쓴다. 특히, 시트룰린은 수박의 붉은 열매살보다는 껍질 바로 밑의 흰 부분에 더 많이 함유되어 있다고 한다. 그래서 최근에는 그 흰 부분을 김치나 무침 등 반찬으로도 활용하는 추세다. 수박을 한번에 너무 많이 섭취하게 되면 혈청 내에 시트룰린 함량이 증가해서 시트룰린 중독증이 나타날 수도 있지만, 이런 중독 수준까지 수박을 과량 섭취하기는 어렵다.
종자는 뽑아서 소금기를 가하고, 종파를 벗겨 배(胚)를 먹는데, 먹을 수 있는 부분 100g 중 단백질 30.1g, 지질 46.4g, 칼슘 70mg, 인 620mg, 철 5.3mg, 카로틴 15µg 외에 비타민B1, B2, 니아신 등이 함유되어 있어 영양가가 높은 식품이다.

## 사진

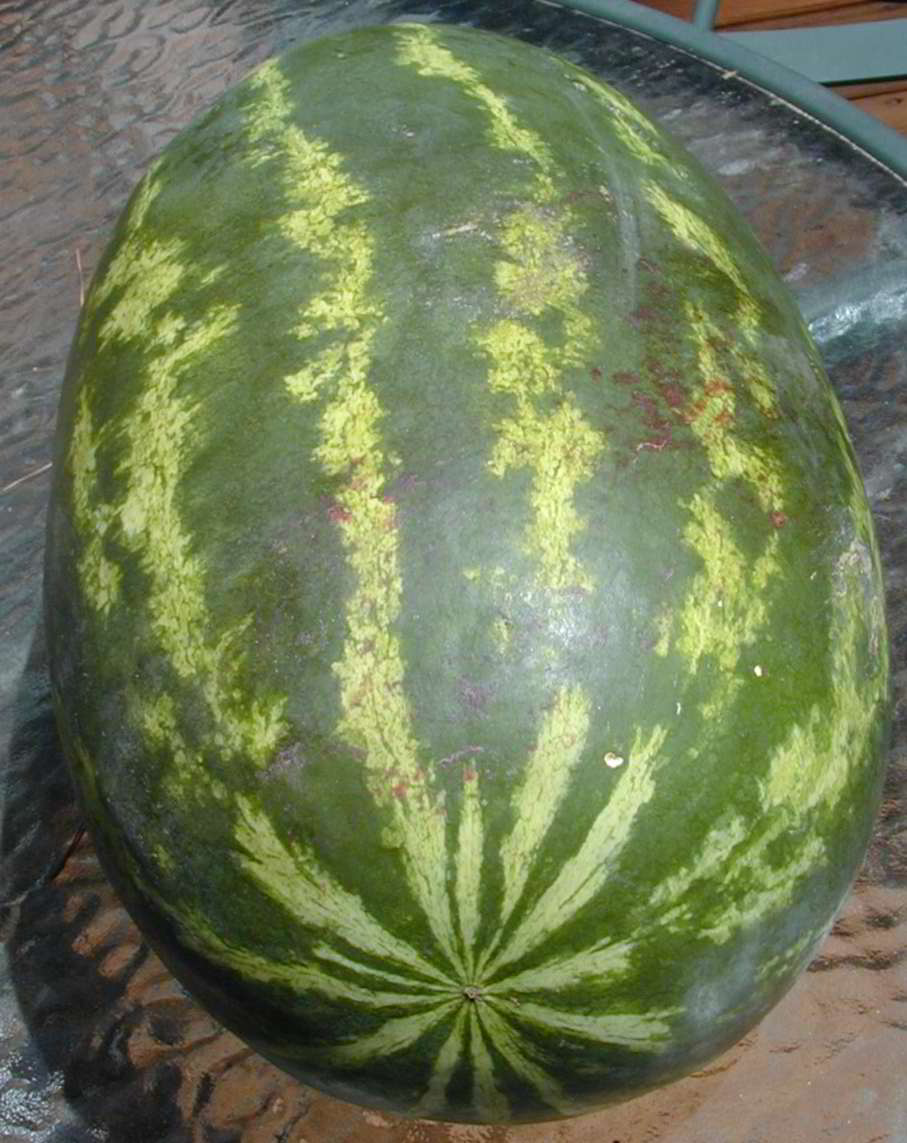
미국의 수박.
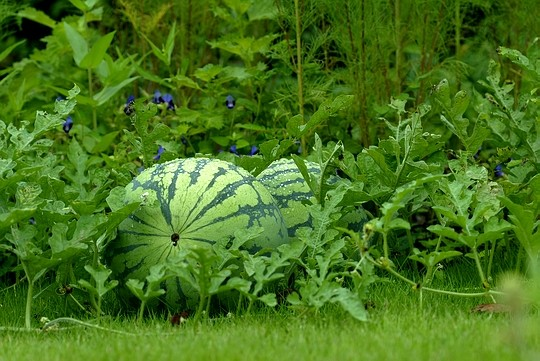
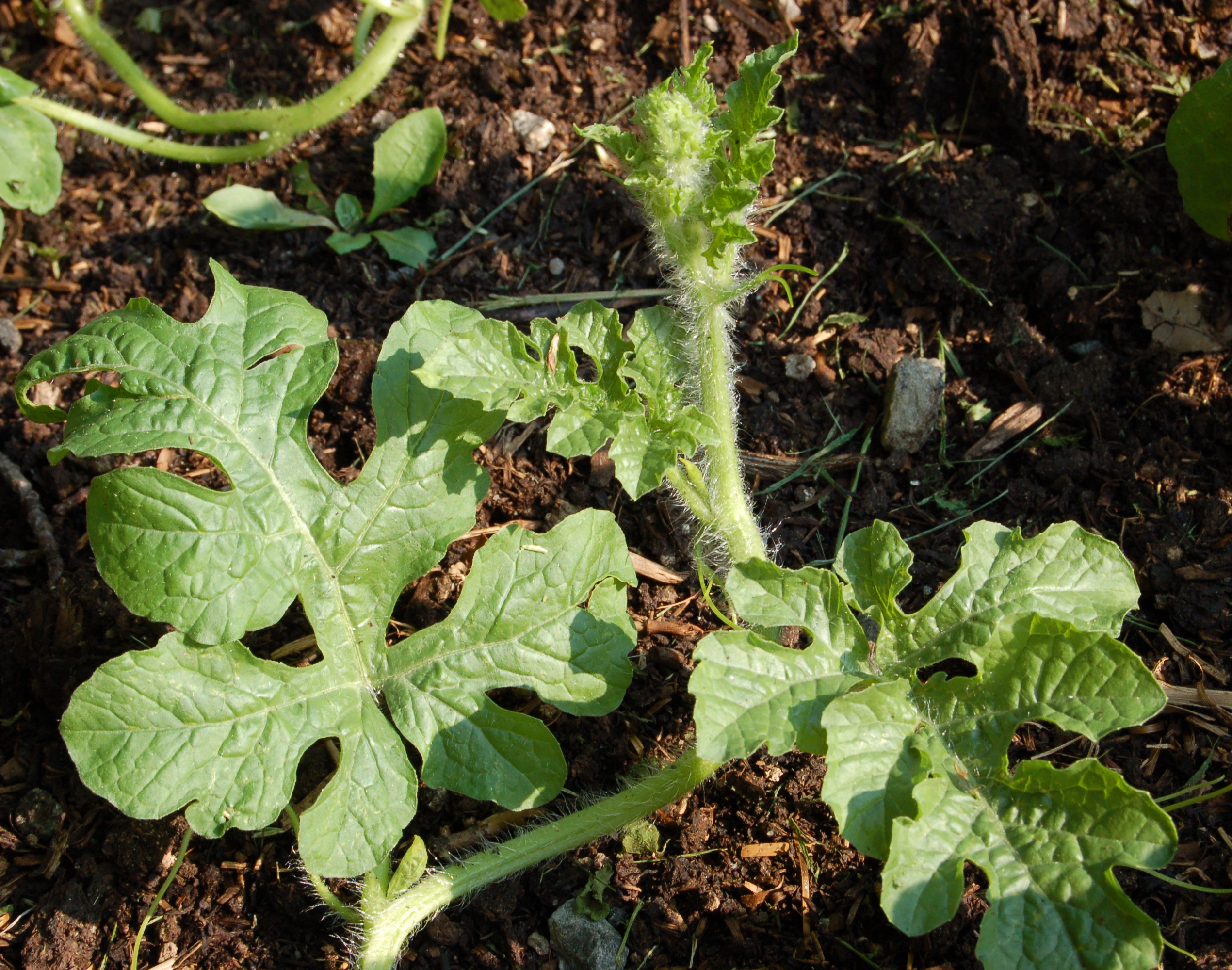
잎
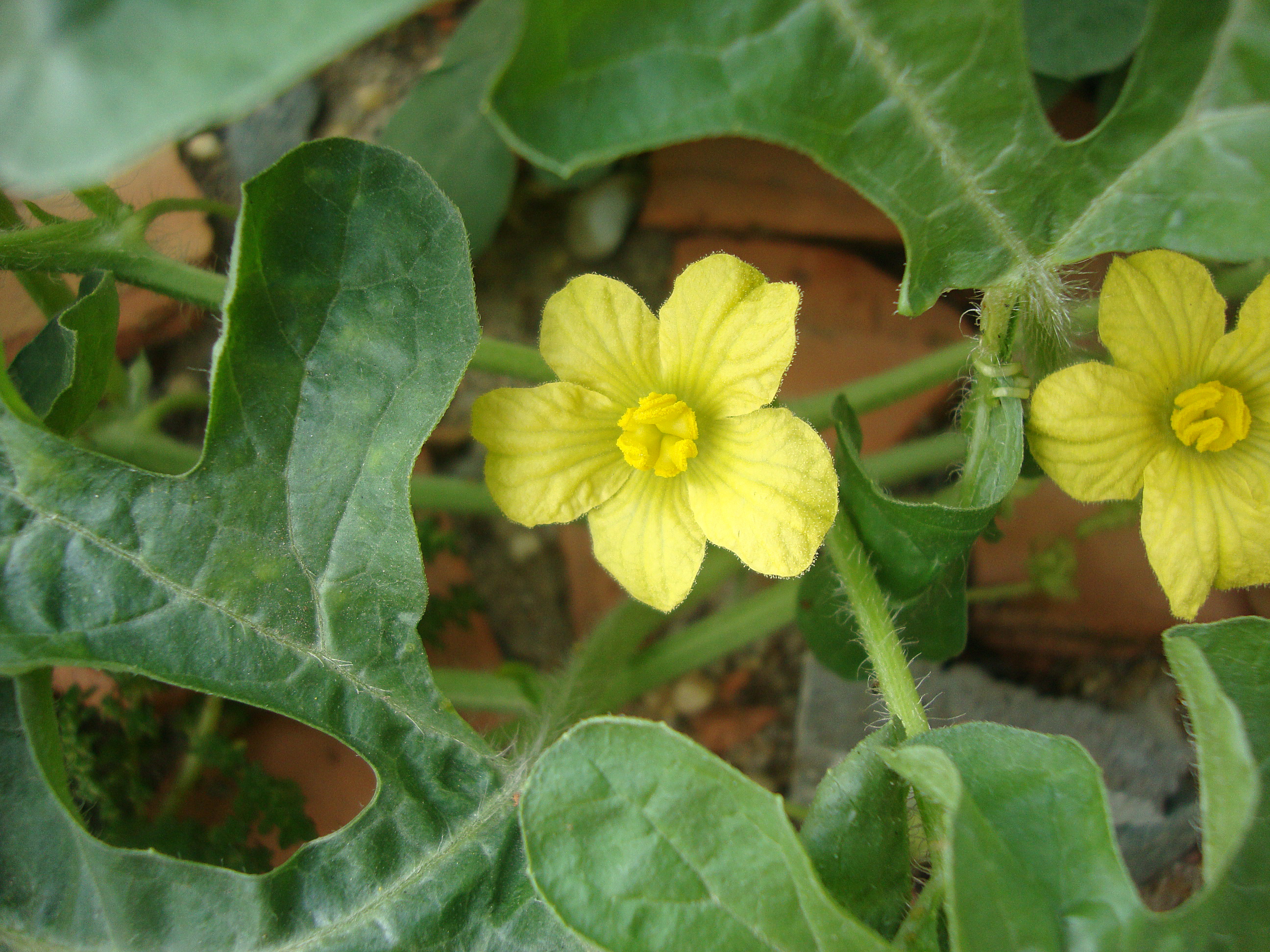
꽃
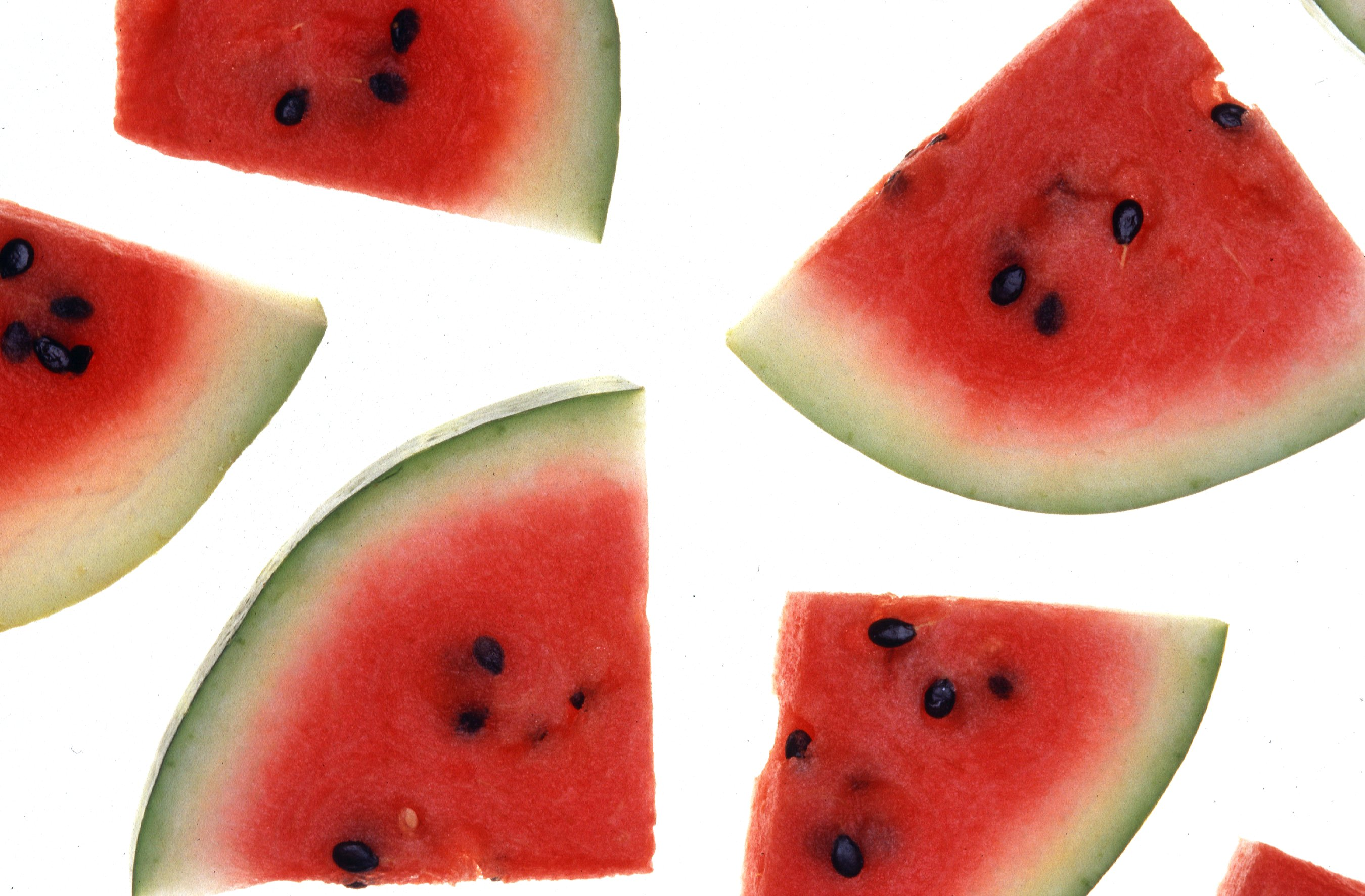
열매 속
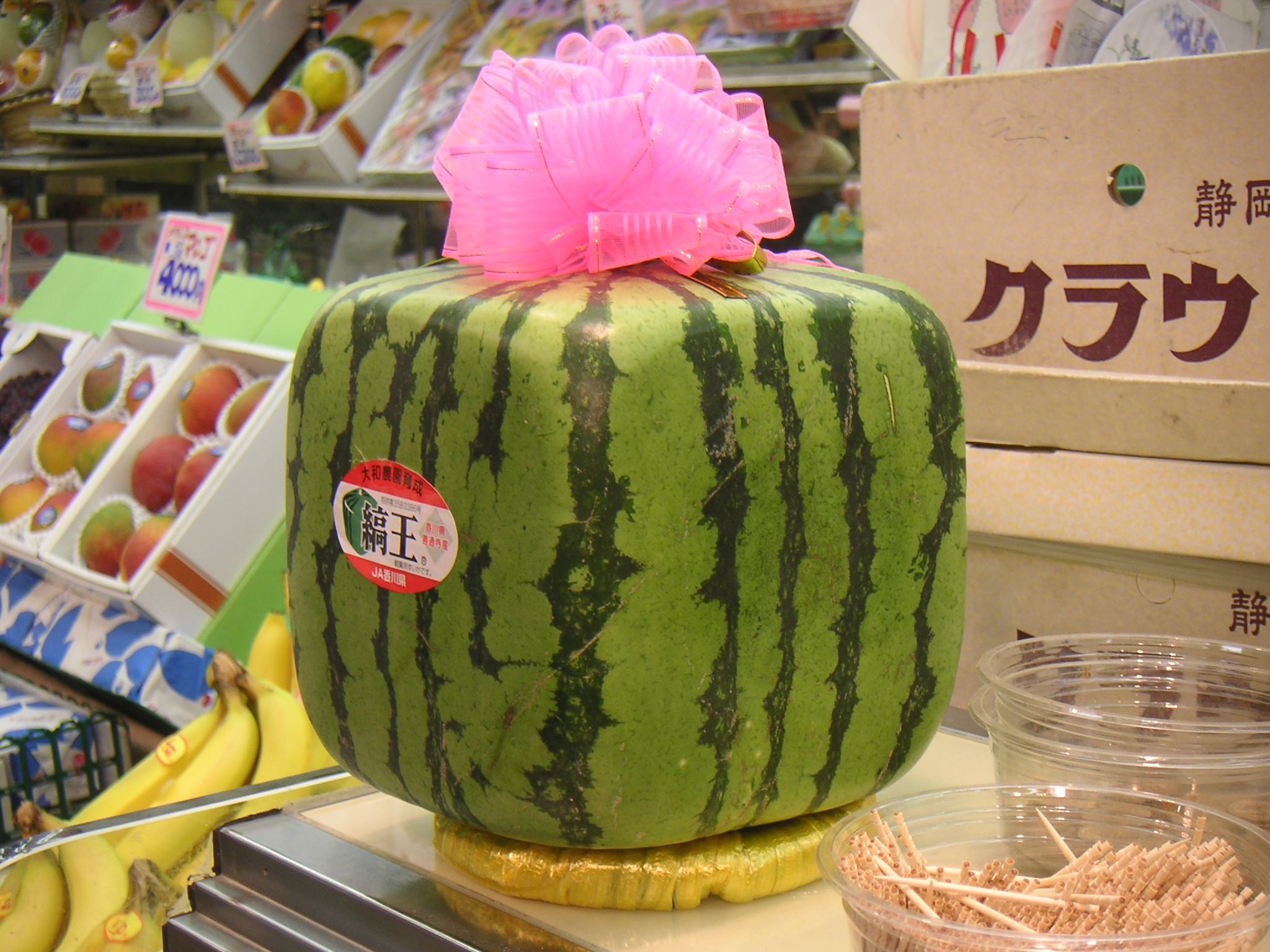
도쿄에서 파는 사각 수박. 사각 유리상자에 넣어서 키운 것이다.
무등산수박
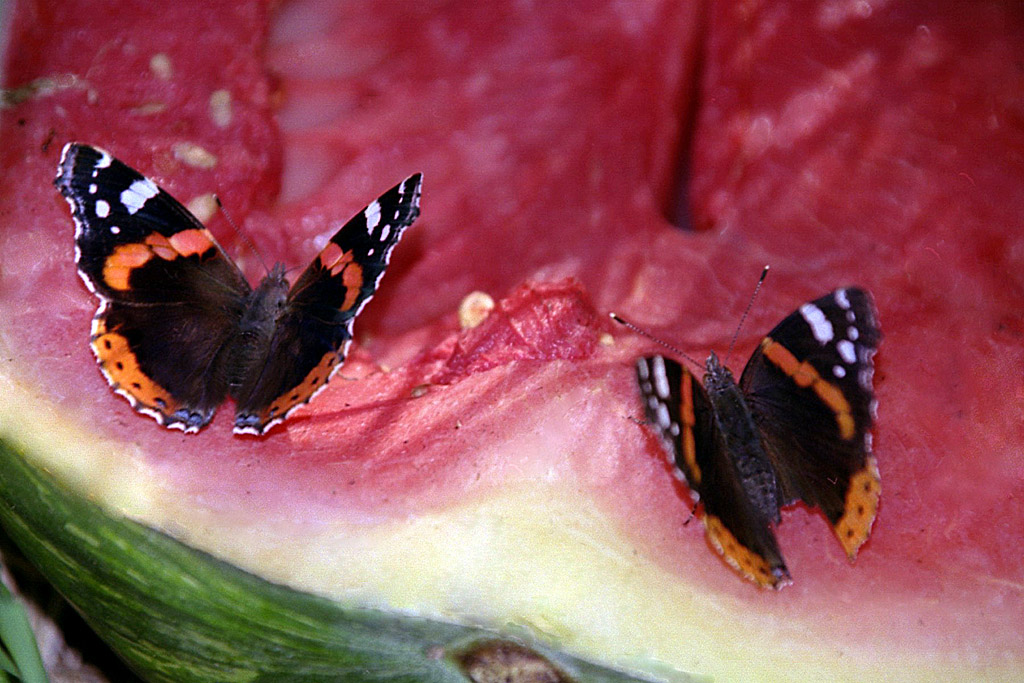
수박 물을 빨아먹는 나비

## 같이 보기
- 캔털루프
- 하미과
- 외 (열매)
- 참외
- 씨 없는 수박